# Корнволл (Нью-Йорк)
Корнволл (англ. Cornwall) — місто (англ. town) в США, в окрузі Орандж штату Нью-Йорк. Населення — 12 884 особи (2020).

## Демографія
Згідно з переписом 2010 року, у місті мешкало 12 646 осіб у 4742 домогосподарствах у складі 3396 родин. Було 5136 помешкань
Расовий склад населення:
| - 92,0 % — білих - 2,0 % — чорних або афроамериканців - 1,7 % — азіатів - 0,3 % — корінних американців - 0,1 % — вихідців з тихоокеанських островів - 1,5 % — осіб інших рас |

До двох чи більше рас належало 2,5 %. Частка іспаномовних становила 8,3 % від усіх жителів.
За віковим діапазоном населення розподілялося таким чином: 25,6 % — особи молодші 18 років, 60,9 % — особи у віці 18—64 років, 13,5 % — особи у віці 65 років та старші. Медіана віку мешканця становила 41,7 року. На 100 осіб жіночої статі у місті припадало 95,2 чоловіків; на 100 жінок у віці від 18 років та старших — 92,3 чоловіків також старших 18 років.
Середній дохід на одне домашнє господарство становив 119 553 долари США (медіана — 89 520), а середній дохід на одну сім'ю — 139 494 долари (медіана — 113 906). Медіана доходів становила 72 847 доларів для чоловіків та 59 608 доларів для жінок. За межею бідності перебувало 3,9 % осіб, у тому числі 4,6 % дітей у віці до 18 років та 2,6 % осіб у віці 65 років та старших.
Цивільне працевлаштоване населення становило 6250 осіб. Основні галузі зайнятості: освіта, охорона здоров'я та соціальна допомога — 25,6 %, роздрібна торгівля — 14,8 %, науковці, спеціалісти, менеджери — 11,0 %, мистецтво, розваги та відпочинок — 9,4 %.

## Відомі люди
- Роб Коен (нар. 1949) — американський продюсер, кінорежисер і сценарист.